# Laurette Spang
Laurette Spang (* 16. Mai 1951 in Buffalo, New York) ist eine US-amerikanische Schauspielerin.

## Leben
Spang wuchs in Ann Arbor, Michigan auf. Im Anschluss an ihre College-Ausbildung nahm sie eine Schauspielausbildung am American Academy of Dramatic Arts in New York auf und begann 1972 ihre Schauspielkarriere. Sie war hauptsächlich in Gastrollen verschiedener Fernsehserien zu sehen, darunter Dr. med. Marcus Welby, Der sechs Millionen Dollar Man oder Happy Days. Größere Bekanntheit erlangte sie durch ihre Darstellung der Cassiopeia in der Serie Kampfstern Galactica. Mitte der 1980er Jahre zog sie sich aus dem Showgeschäft zurück.

## Filmografie (Auswahl)
- 1973: Die Straßen von San Francisco (The Streets of San Francisco, Fernsehserie, eine Folge)
- 1974: Der 6 Millionen Dollar Mann (Fernsehserie, eine Folge)
- 1974: Giganten am Himmel (Airport 1975)
- 1976: Drei Engel für Charlie (Charlie’s Angels, Fernsehserie, eine Folge)
- 1978, 1981: Love Boat (The Love Boat, Fernsehserie, zwei Folgen)
- 1978–1979: Kampfstern Galactica (Battlestar Galactica, Fernsehserie, 16 Folgen)
- 1978: Der Mann aus Atlantis (Man from Atlantis, Fernsehserie, eine Folge)
- 1980: Barnaby Jones (Fernsehserie, eine Folge)
- 1981: Fantasy Island (Fernsehserie, eine Folge)
- 1984: Magnum  (Magnum, P.I., Fernsehserie, Folge 4x12 Ein Fall wie von Agatha Christie)